# 光造形法

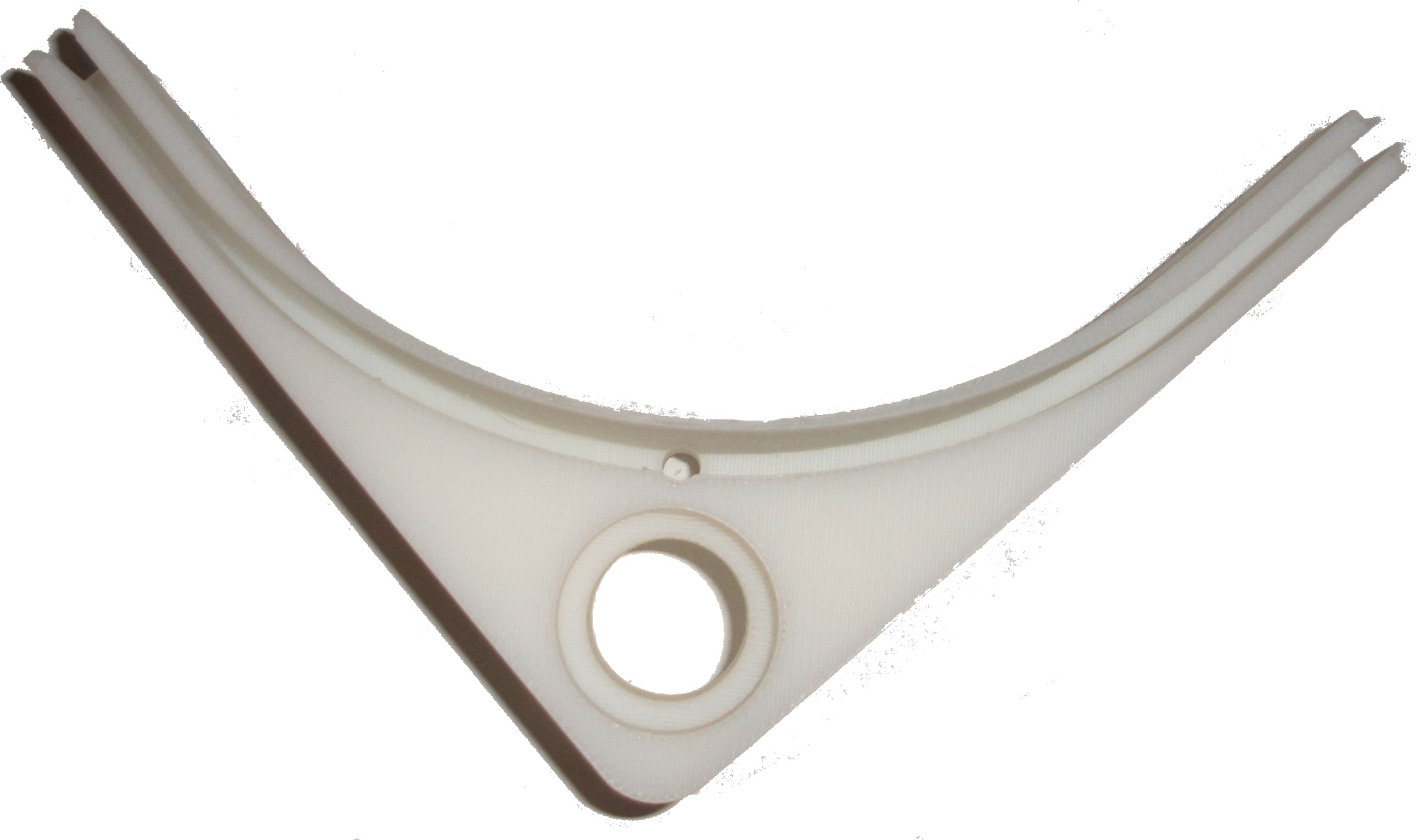
光造形法で製造された部品

光造形法（ひかりぞうけいほう）はラピッドプロトタイピングや3Dプリンターに使用される技術で光硬化樹脂を紫外線レーザーや類似の光源で1層ずつ硬化することによって積層してスケールモデルやプロトタイプやパターンを作成する。

## 歴史
英語で光造形法を指すstereolithographyの語は1986年に光硬化樹脂を紫外線で硬化して積層することによって立体物を作成する装置の特許を取得したCharles (Chuck) W. Hull,による造語である。Hullの特許には光硬化樹脂で満たされた槽の表面に紫外光の集光光束を照射する事が記載されている。光束は液体の層の表面上を出力物の断面を描き、硬化させる複雑な工程を自動化する。1986年、Hullはこの製法を普及し、商業化するために最初の会社で現在サウスカロライナ州ロックヒルを拠点する3Dシステムズ社を設立した。先進的な構築数学モデルを光造形の行程に導入して工程によって構築される可能性のある予定された物体の妥当性を検証する設計アルゴリズムを開発した。同時期、日本でも原理が開発されたが、特許は出願されていたものの、審査請求期間内に審査請求がされなかった為に成立しなかった。

## 技術

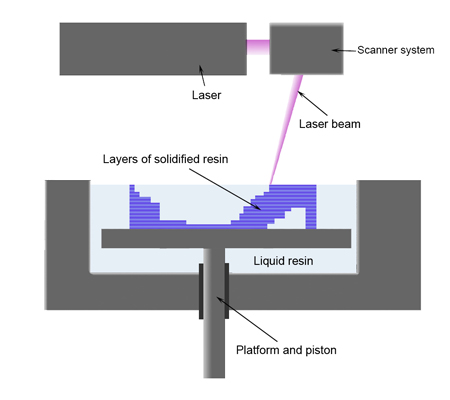
光造形法の模式図

光造形法は光硬化樹脂の液槽の樹脂の表面に部品の断面のパターンの紫外レーザー光を照射して硬化する事によって出来た層を幾重にも積層する事によって立体の造形物を作る技術である。レーザーで断面が露光され、硬化した層は順番に重ねられる作業が繰り返され、立体物が形成される。
パターンのトレース後、光造形機の作業空間の昇降機は光硬化樹脂の硬化した厚み(一般的には0.05 mm から 0.15 mm (0.002" から 0.006"))の分だけ下降する。部品の断面にへらで未硬化の樹脂を均一に塗布する。この新しい液体の表面は以前に硬化した層と結合する。完全な立体部品はこの工程によって形成される。作業終了後、完成した部品は取り出され、化学槽に浸されて未硬化の樹脂を洗浄され、更なる硬化の為に紫外線オーブンに入れられる。
光造形法は昇降作業台に部品を固定し、重力での撓みを防止し、へらで塗布時に引きずられないようにする為に支持構造体の使用が必要である。支持構造体は3DCADモデルで光造型機を使用する準備段階で自動的に生成されるが手作業で行う場合もある。支持構造体は作業完了後、廉価な他のラピッドプロトタイピング技術とは異なり手作業で除去する。
光造形法には液槽の上部から照射する方式と透明の底部から照射する方式やベルト上に光硬化樹脂を均一に塗布した後、照射してベルトを移動して転写して積層する方法もある。
それぞれに一長一短がある。
露光方式にも数種類あり、レーザー光をガルバノメータで走査して照射する方法やDLPプロジェクタでパターンを照射する方法がある。安価な光造形式3Dプリンタでは紫外線LEDランプとスマートフォン用のLCDパネルを用いて露光しており、高解像度化やカラ-フィルタの無いモノクロLCDによる光量増により出力精度や速度を向上させている。

### インクジェット式
光硬化樹脂を満たした液槽内の樹脂に出力対象の断面を露光する方法以外に、インクジェットプリンタと同様の原理でノズルから光硬化樹脂の液滴を供給して周囲から硬化用の紫外光を照射する方法もある。液槽内に光硬化樹脂を満たす方法と比較して構造がやや複雑化するものの、未硬化で無駄になる光硬化樹脂が減るので運用経費が安くなる。複数のノズルで物性の異なる樹脂を供給する事で形状サポート部分の造形後の除去を容易にしたり、異なる色の光硬化樹脂を供給する事でフルカラー出力も可能。

## 利点と欠点
光造形法の利点の一つは造形速度である。機能的な部品を1日程で製造できる。所要時間は数時間から1日以上まで大きさと複雑さに依存する。大半の光造形機は生成できる部品の最大の大きさが約50×50×60 cm (20"×20"×24")で、(210×70×80 cmの作業空間を有する)大型光造形機では2m以上の長さの単体の部品の製造能力を有する。光造形法による試作品は機械加工するための十分な強度を有し、射出成型、熱成型、ブロー成型や多様な金属鋳造工程の為の原型として使用可能である。
また精度においても比較的優れており、細部まで再現できるのでMEMSの部品作成においても使用される。
欠点としては、造形素材が光硬化樹脂に限定されてしまう事である。
光硬化樹脂の問題点としてまず高価な事があったが、近年では光造形法に対する世間の関心が高まる事により触発されたGizmoForYou社のIlios HDやFormlabsのForm 1やKudo3D社のTitan 1やFSL3D社のPegasus Touchや XYZPrinting社のNobel 1.0 byのようないくつかの消費者向けの機種においては大幅に値段が下がっている。同様に光硬化樹脂の価格もアメリカを拠点とするMakerJuice Labsから1リットルあたり$40やヨーロッパを拠点とするspot-A Materialsから1リットルあたり€68で販売されるなど、大幅に低下した。
造形後は出力品表面に残った未硬化の光硬化樹脂を洗浄する必要があり、従来はIPAなどの有害で後処理も大変な有機溶剤を用いる必要があったが、最近はホビーユース向けに水洗いが可能なタイプが登場している。また光硬化樹脂自体がアレルギーを発症させる事があるため扱いには注意が必要である。
光硬化樹脂は性質上化学的に不安定なため、歪みによる寸法の狂いや経年劣化による割れなども生じやすい。